# Benoît Caranobe
Benoît Caranobe (Vitry-sur-Seine, 12 giugno 1980) è un ginnasta francese vincitore della medaglia di bronzo nel concorso individuale a Pechino 2008.

## Palmarès
- Giochi olimpici estivi

Pechino 2008: bronzo nel concorso individuale.
- Campionati europei

Lubiana 2004: bronzo nel concorso a squadre.